# Makardaha
Makardaha è una suddivisione dell'India, classificata come census town, di 6.730 abitanti, situata nel distretto di Howrah, nello stato federato del Bengala Occidentale. In base al numero di abitanti la città rientra nella classe V (da 5.000 a 9.999 persone).

## Geografia fisica
La città è situata a 22° 37' 17 N e 88° 14' 35 E.

## Società

### Evoluzione demografica
Al censimento del 2001 la popolazione di Makardaha assommava a 6.730 persone, delle quali 3.426 maschi e 3.304 femmine. I bambini di età inferiore o uguale ai sei anni assommavano a 594, dei quali 329 maschi e 265 femmine. Infine, coloro che erano in grado di saper almeno leggere e scrivere erano 5.299, dei quali 2.810 maschi e 2.489 femmine.